# Franz Esser
Franz Esser (Kiel, 20 gennaio 1900 – Kiel, 21 settembre 1982) è stato un calciatore tedesco, di ruolo attaccante.